# Polymeerbiljet

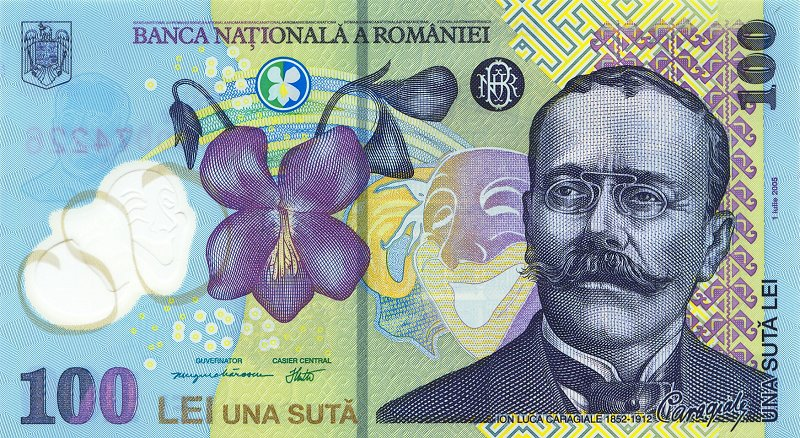
Een polymeerbiljet van 100 Roemeense lei

Polymeerbiljetten zijn bankbiljetten die van polymeerpapier gemaakt zijn. Dit is geen echt papier maar een dun vel polypropeen. Het voordeel van polymeerpapier is dat het moeilijker te vervalsen is en dat de biljetten veel langer meegaan dan papieren geld. Vaak hebben polymeerbiljetten een afbeelding die voor een deel doorzichtig is.
De techniek werd in de jaren tachtig ontwikkeld door de Reserve Bank of Australia, de Universiteit van Melbourne en de Commonwealth Scientific and Industrial Research Organisation. De eerste Australische polymeerbiljetten kwamen in 1988 in omloop. Sindsdien zijn elf munteenheden volledig overgestapt op polymeerbiljetten. Dit zijn de Australische dollar, de Bermudaanse dollar, de Bruneise dollar, de Cookeilandse dollar, de Nicaraguaanse córdoba, de Nieuw-Zeelandse dollar, de Papoea-Nieuw-Guineese kina, de Roemeense leu en de Vietnamese dong. Daarnaast heeft een groot aantal landen een deel van zijn biljettenserie op polymeerpapier laten drukken. Hierbij gaat het vaak om de kleine coupures.
De Roemeense leu is de enige Europese munteenheid waarvan polymeerbiljetten in normale omloop zijn. In 2000 (of de laatste dagen van 1999) werden herdenkingsbiljetten van £5 (Britse pond) door de Northern Bank in Noord-Ierland uitgegeven. Deze werden als gewoon geld gebruikt. De Clydesdale Bank in Schotland gaf in in maart 2015 herdenkingsbiljetten van £5 uit, gemaakt van polymeer en de Bank of England gaat polymeerbiljetten van £5 in 2016 en £10 in 2017 introduceren, blijkbaar om papieren biljetten te beginnen vervangen.